# Jesús Tavárez
Jesús Rafael Tavárez Alcántaras (nacido el 26 de marzo de 1971 en Santo Domingo) es un ex jardinero dominicano que jugó en las Grandes Ligas de Béisbol durante cinco temporadas, principalmente en el jardín central para tres equipos diferentes entre 1994 y 1998. También jugó dos temporadas con los Haitai Tigers en la Organización Coreana de Béisbol.
Tavárez entró en las Grandes Ligas en 1994 con los Marlins de Florida, jugando para ellos tres años antes de unirse a los Medias Rojas de Boston en 1997 y a los Orioles de Baltimore en 1998. Su temporada más productiva fue en 1995 con los Marlins, cuando publicó récords en promedio de bateo (.289), jonrones (2), carreras anotadas (31), carreras impulsadas (13) y bases robadas (7). La temporada siguiente publicó un récord personal de 98 partidos, mientras que bateaba apenas .219.
En una carrera de cinco temporada, Tavárez fue un bateador de .239 con tres jonrones y 33 carreras impulsadas en 228 juegos, incluyendo 12 dobles, tres triples y 13 bases robadas. También jugó en el sistema de ligas menores de Seattle, Florida, Boston, Baltimore y San Francisco entre 1990 y 1999, bateando .274 con 22 jonrones y 259 carreras impulsadas en 741 juegos.